# Prva španska ustava
Prva španska ustava iz leta 1812 ali ustava iz Cádiza (špansko: Constitución española de 1812 o Constitución de Cádiz), poznana tudi pod imenom Joža, ker je bila sprejeta na dan sv. Jožefa (špansko: La Pepa), je bila razglašena 19. marca 1812 s strani španskega parlamenta (špansko: Las Cortes Generales). Prvi španski ustavi iz leta 1812 se pripisuje velik zgodovinski pomen, saj kot prva v zgodovini Španije, velja tudi za eno najbolj liberalnih ustav svojega časa. 
Uradno je bila v veljavi samo dve leti, od njene razglasitve (19. marec 1812), do njene ukinitve (4. maj 1814), ki sovpada z vrnitvijo španskega kralja Ferdinanda VII na oblast in z vspostavitvijo ponovnega absolutizma v Španiji. Ponovno je prišla v veljavo med leti 1820 in 1823 ter kasneje v krajšem obdobju med leti 1836 in 1837 pod napredno vlado, ki je pripravljala ustavo iz leta 1837. Zaradi napoleonske nadvlade v Španiji med leti 1808 in 1814, pa prva španska ustava nikoli ni prišla v pravno-formalno veljavnost.

## Zgodovina
Spomladi leta 1808 se je v španskih pokrajinah, ki v tistem času niso bile nadzorovane s strani francoske vojske, začel upor, ki je dopuščal rojstvo nacionalne suverenosti. V odsotnosti kralja Ferdinanda VII in v odsotnosti španske oblasti, se je ustanovil kongres 300 španskih poslancev, ki je vključeval tudi okoli 60 predstavnikov hispanoameriškega območja, s katerimi so skupaj ustanovili zakonodajno oblast, ki je bila kronana s prvo špansko ustavo iz leta 1812.

### Ustanovitev parlamenta in s tem prve ustave
24. septembra 1810 je španski parlament sprejel svoj prvi odlok, s katerim so se poslanci razglasili za predstavnike španskega naroda in zagotovili, da je v njih nacionalna suverenost, s čimer so si v celoti prilastili zakonodajno oblast. Šlo je za revolucionarno odločitev, s katero je omenjeni parlament monarhu odvzel absolutno oblast in postavil temelje prvega ustavnega režima v zgodovini Španije. Vse se je začelo dve leti prej, leta 1808, z vdorom vojske Napoleona, francoskega cesarja, na Iberski polotok. Nepričakovana invazija je povzročila pravi kolaps strukture absolutističnega režima. Celotni politični okvir burbonske monarhije je propadel, začenši s kraljem Ferdinandom VII., ki ga je v Franciji zadržal Bonaparte.
V tej situaciji vakuuma moči, medtem ko je prišlo do prvih spopadov med francoskimi vojaki in prebivalci države, so se skoraj takoj oblikovali lokalni in pokrajinski vladni odbori, ki so bili nato organizirani v vrhovne odbore (regionalne). Septembra 1808 je bil ustanovljen Centralni odbor, ki ga je sestavljalo šestintrideset članov deželnih odborov. Nastanil se je v Aranjuezu, vendar se je decembra istega leta, pred napredovanjem Napoleonovih čet, umaknil v Sevillo. 
V času odsotnosti Ferdinanda VII. se je v sklopu sistema odborov oblikovala španska vlada, ki si je za svojo glavno nalogo zadala izvajanje usklajenega odpora proti Francozom. Za nekatere je bila vlada odborov začasna, ki naj bi bila aktualna le v času izrednih razmer, dokler se kralj ne bi mogel vrniti v Španijo in ponovno prevzeti oblasti. Toda drugi so menili, da je to priložnost za oblikovanje novega sistema vladanja, pravičnejšega in reprezentativnejšega od absolutističnega režima burbonskih kraljev. Sanjali so, da bi vojno proti Napoleonu izkoristili za politično revolucijo v Španiji, ki bi bila podobna francoski iz leta 1789. Tako se je pojavila zahteva po sklicu parlamenta. 
Aprila 1809 je član osrednjega odbora Lorenzo Calvo de Rozas uradno predlagal sklic parlamenta z namenom vzpostavitve "dobro urejene ustave". Zagovorniki absolutizma so bili sumničavi glede pobude, saj naj bi sklicali parlament v odsotnosti monarha, kar je nekaj brez primere, medtem ko so liberalci upali, da bo zbor služil uvedbi reform, ki jih država potrebuje, in tako spremenil smer poteka španske zgodovine. 22. maja 1809 je osrednji odbor odobril predlog Calva de Rozasa in v naslednjih mesecih razpravljal o tem, kakšen naj bo sistem volitev poslancev.

#### Liberalci in absolutisti
Januarja 1810 so v Andaluzijo vdrli Francozi, zato je s špansko vojsko, ki se je razpršila in se umikala, osrednji odbor zapustil Sevillo in se premestil na Isla de León, ki je takoj postal branik španskega upora proti njihovemu nasprotniku. Tam je bil sklic parlamenta brez obotavljanja sprejet. Otvoritveni zbor je potekal septembra 1810 v gledališču el Teatro Cómico na otoku Isla de León, po minuli epidemiji v Cádizu pa so se parlamentarna zasedanja januarja 1811 premestila kar v Cádiz in se ustalila v cerkvi San Felipe Neri.
Poslanci, ki so se udeleževali omenjenih parlamentarnih zasedanj, so prihajali z vseh koncev Španije in celo iz Amerike, saj je bil njihov namen poskusiti podeliti enake pravice tudi Špancem iz Novega sveta. Med poslanci je bilo največ cerkvenikov, pravnikov in javnih uslužbencev.
Med njimi sta se takoj oblikovali dve veliki ideološki skupini: zagovorniki absolutizma in starega tradicionalnega reda, ki so jih njihovi sovražniki imenovali "hlapci”- poslanci, kot sta Blas de Estolaza in Lázaro de Dou - in liberalci, zagovorniki reforme družbe starega režima, ki so ga predstavljali briljantni politiki, kot so Agustín Argüelles, Diego Muñoz Torrero, grof Toreno in José María Calatrava. V resnici so prednjačili slednji, liberalci, k čemur je pripomoglo vzdušje v Cádizu, ki je postal pravi roj liberalcev. Celo večina duhovščine v Cádizu je bila liberalna, ker so zagovarjali podporo šibkih in boj proti privilegijem.

#### Naj živi svoboda
Naklonjen liberalcem je bil tudi tisk. 10. novembra 1810 je parlament z odlokom o svobodi tiska odstranil predhodno cenzuro političnih del. Po letih cenzure in prepovedi je obstajala možnost izražanja svobodnega mnenja. Novi center družabnosti in debat o raznih idejah so postale kavarne. 
Zakonodajno delo španskega parlamenta je naredilo ogromen korak naprej. Številni dekreti so imeli v namenu odpraviti institucije starega režima, kot so graščinski režim zemljiške posesti (likvidiran 6. avgusta 1811), inkvizicija ali t. i. preizkusi plemenitosti.
22. februarja 1813 je bila inkvizicija razglašena za »nezdružljivo s politično ustavo monarhije«. 

#### Vsa politična moč v rokah parlamenta
Najpomembnejši zakon, ki ga je uveljavil španski parlament, ki je imel po novem veliko oblastne moči, je bila ustava, osnova reforme celotnega absolutističnega pravnega in političnega okvira. Besedilo je vzpostavilo model liberalne države, ki je temeljil na delitvi oblasti: monarh je bil zadolžen za vlado in upravo; pooblastilo za sprejemanje zakonov je bilo v rokah parlamenta, čeprav jih je moral kralj odobriti in je lahko v roku dveh let nanje vložil veto; sodišča pa so bila odgovorna za uveljavo zakonov. To je bil zelo napreden sistem za tisti čas, po katerem so se kasneje pojavljale tudi druge liberalne revolucije.
Dokončno besedilo ustave je bilo razglašeno 19. marca 1812, na dan svetega Jožefa; od tod tudi popularno ime "la Pepa", ki se je uveljavilo kasneje. Kljub dežju in bližini francoske vojske je bilo na ta dan veselje neizmerno; kronisti pravijo, da je bilo po mestu slišati vzklike in aplavze.

#### Maščevanje reakcionarjev
Leta 1814 je umik Francozov domoljube v Cádizu navdal z upanjem. Poslanci so se preselili v Madrid v upanju, da se bo režim, ki so ga skovali v Cádizu, utrdil v osvobojeni in pomirjeni državi. Toda zmagoslavje se je nenadoma spremenilo v najhujšo nočno moro. Po vrnitvi v Španijo je kralj Ferdinand VII v Valenciji podpisal odlok, v katerem je sporočil, da ne le ne priseže ali sprejema ustave ali katerega koli odloka parlamenta, ampak da je to ustavo in te odloke razglasil za nične in neveljavne. Po njegovem se nič od naštetega ni zgodilo oz. je bilo odstranjeno iz resničnosti. 11. maja so poslanci prejeli ukaz o razpustitvi, medtem ko so kraljevi privrženci korakali po ulicah Madrida in vzklikali "Naj živi vera! Dol s parlamentom! Naj živi Fernando VII! Naj živi inkvizicija!" Tako se je začela absolutistična reakcija na vse, kar je parlament hotel na novo uvesti.

## Reforme
Politične reforme
- svoboda tiska
- pravica do politične enakosti med prebivalci Španije in prebivalci kolonij Severne in Latinske Amerike
- odprava inkvizicije
- nacionalna suverenost

- Španija je bila razglašena za liberalno in parlamentarno monarhijo

Socialne reforme
Gospodarske reforme

## Ustava iz Cádiza v Kraljevini Dveh Sicilij
Ustava iz Cádiza, prevedena v italijanščino in z nekaterimi manjšimi spremembami, je začela veljati kot prva ustava Kraljevine Sicilije 12. julija 1812 z odločitvijo sicilijanskega parlamenta in kasneje kot Ustava Kraljevine dveh Sicilij zaradi take odločitve parlamenta te države 9. decembra 1820. To je bilo ododbreno tudi s strani kralja Ferdinanda I.

## Ustava iz Cádiza v literaturi in umetnosti
Če odmislimo številne stranske vidike, ki so jih vzbujala literarna, dramska ali umetniška dela o vzrokih, posledicah ali posameznih elementih ustave iz leta 1812, je o njej sami mogoče izpostaviti le nekaj gledaliških del, kjer se pogosto pojavlja obravnavana kot alegorija. 
Omenjena dela: 
- ¿Qué es Constitución? Fin de fiesta (1812), avtor: Agustín Juan y Poveda
- La Constitución vindicada. Drama en un acto (1813), avtor: Francisco de Paula Martí
- La palabra Constitución (1820), avtor: Gaspar de Zavala y Zamora (delo je nastalo po navdihu že   obstoječega dela avtorja Juana Povede)
- El desembarco de los rusos en Motril, costa de Granada (1821), avtor: Epifanio Esteban
- El triunfo de la Constitución en el día 7 de julio de 1822 en Madrid (1822), avtor: Francisco de Paula Martí (v delu se norčuje iz neuspeha avtogola, ki si ga je zadala absolutistična država, ustvarjena s strani kralja Ferdinanda VII)

## Spomeniki v čast prvi španski ustavi
Na različnih delih sveta, ki so bili del španskega imperija, stojijo spomeniki v čast ustavi iz leta 1812. Največji spomenik stoji v Cádizu v Španiji, v mestu rojstva omenjenega dokumenta. Drugi spomeniki so bili zgrajeni na različnih mestih in območjih španskega imperija, kot so Comayagua v Hondurasu; Montevideo, Urugvaj; Huancayo, Peru San Agustín, Združene države Amerike in Mexico City, kjer spomenik stoji na trgu Plaza de la Constitución (znanem tudi kot El Zócalo).
- Nagrobnik v spomin na prisego k ustavi na Trgu ustave v perujskem mestu Huancayo.
- Trg Plaza Matriz ali Plaza de la Constitución v Montevideu v Urugvaju.
- Spomenik ustavi iz leta 1812 v Comayagui v Hondurasu.
- Spomenik ustavi na trgu Plaza de la Constitución v St. Agustínu na Floridi (ZDA).
- Spomenik ustavi iz leta 1812 v Cádizu v Španiji.